# Amt Arendsee
Das Amt Arendsee war ein kurfürstlich-brandenburgisches, später königlich-preußisches Domänenamt mit Sitz in der Stadt Arendsee (Altmark) (Altmarkkreis Salzwedel, Sachsen-Anhalt). Es entstand im Wesentlichen aus dem Besitz des 1540 säkularisierten Benediktinerinnenklosters Arendsee.  Das Amt Arendsee wurde 1872/74 aufgelöst.

## Geographische Lage
Arendsee liegt etwa 22 Kilometer ostnordöstlich von Salzwedel und 38 Kilometer nordwestlich von Stendal. Das Benediktinerinnenkloster Arendsee lag am südlichen Ufer des Arendsee am Westrand der Altstadt von Arendsee. Erhalten hat sich die Klosterkirche sowie Ruinen der anderen Klostergebäude.

## Geschichte
Das Benediktinerinnen-Kloster Arendsee wurde 1183 vom brandenburgischen Markgrafen Otto I. gegründet. 1540 wurde das Kloster aufgehoben und in ein evangelisches Damenstift umgewandelt. Der überwiegende Teil des Grundbesitzes, die Einkünfte und die grundherrlichen Rechte gingen auf das Amt Arendsee über. Lediglich kleinere Teile des Grundbesitzes, einige Renten und einige Dienste verblieben der Domina zur freien Verfügung. 1588 verschrieb Kurfürst Johann Georg seiner Gemahlin Elisabeth das Amt Arendsee auf Lebenszeit vorbehaltlich aller Regalien, Hoheit, Landsteuer und Folge. 1614 versetzte der Kurfürst der Alt- und Mittelmärkischen Ritterschaft die Ämter Arendsee, Diesdorf, Neuendorf und Salzwedel; die Reluition erfolgte 1653. 1659 wurde das Dorf und Gut Lückstedt erworben.

### Zugehörige Orte
nach Bratring
- Arendsee (1801: Stadt, Domänenamtssitzvorwerk und Fräuleinstift)
- Binde (1801: Dorf), ein Amtsanteil (13 Bauern), ein Anteil in Adelsbesitz und ein Anteil in bürgerlichem Besitz
- Friedrichsmilde (1801: Erbpachtsvorwerk und Kolonie). Wurde 1782 auf Amtsgebiet als Holländeretablissement errichtet.
- Gagel (1801: Dorf), zwei Höfe gehörten dem Amt Salzwedel, der Rest zum Amt Arendsee.
- Genzien (1801: Dorf), Vollbesitz
- Gestien (1801: Dorf), Vollbesitz
- die Haworth, Vorstadt bei Arendsee, vor dem Salzwedelschen Tor, 1700–30 erbaut, Vollbesitz
- Heiligenfelde (1801: Dorf), Vollbesitz
- Herzfelde (Ortsteile der Hansestadt Seehausen (Altmark)). (1572: ein Bauer). Um 1800 nicht mehr genannt
- Höwisch (1801: Dorf), zwei Anteile im Adelsbesitz, ein Anteil zum Amt Arendsee gehörig
- Kaulitz (1801: Dorf), Vollbesitz
- Kläden (1801: Dorf), Vollbesitz
- Kraatz (1801: Dorf), Vollbesitz
- Krüden, lediglich ein Bauer zinste zum Amt Arendsee, restliches Dorf im Adelsbesitz
- Leppin (1801: Dorf), Vollbesitz
- Liesten (1801: Dorf), Vollbesitz
- Lückstedt (1801: Dorf und Zeitpachtvorwerk), Vollbesitz, 1659 für 6.000 Reichstaler zum Amt hinzu erworben
- Neulingen (1801: Dorf), Vollbesitz
- Sandberge, Etablessement bei Arendsee, 1789 auf Amtsgebiet angelegt
- Sanne (1801: Dorf), Vollbesitz
- Schallun, (1572: ein Bauer). Um 1800 nicht mehr genannt
- Schrampe (1801: Dorf), Vollbesitz
- Thielbeer (1801: Dorf), Vollbesitz
- der Upstall, Häuser, ein Teil der Arendseeischen Vorstadt Haworth, Vollbesitz des Amtes
- Vielbaum, ein kleiner Anteil, der größere Teil in Adelsbesitz
- Zehren (1801: Dorf), Vollbesitz
- Ziemendorf (1801: Dorf), Vollbesitz
- Zießau (1801: Dorf), Vollbesitz
- Zühlen (1801: Dorf), Vollbesitz

1807 musste Preußen die Altmark an das neugegründete Königreich Westphalen abtreten. Der größte Teil des Arendseeischen Kreises ging im Departement der Elbe auf, Arendsee wurde Hauptort (chef-lieu) des Kanton Arendsee im Distrikt Salzwedel. Das Amt Arendsee wurde aufgelöst. 1810 gehörte der Distrikt Salzwedel für einige Monate zum Departement der Niederelbe. Danach kam er wieder in verändertem Zuschnitt an das Departement der Elbe. Nach 1813 wurden die Verwaltungsgliederung ante wieder hergestellt.
Das Amt Arendsee wurde 1868 unter die Verwaltung des Remontedepot Arendsee gestellt. Dieses wurde 1868 südlich der Straße und gegenüber dem Klostergelände angelegt. Mit der Kreisreform von 1872 wurden allerdings alle bisherigen Aufgaben des Amtes auf die Kreise und Amtsbezirke übertragen. Der 1874 geschaffene Amtsbezirk Remonte-Depot Arendsee umfasste die Gemeinden Ziemendorf, Genzien, Gestien, das Remontedepot Arendsee, den Forstgutsbezirk Arendsee, Zießau, Friedrichsmilde und Schrampe. Amtsvorsteher war der Oberamtmann Jaeckel in Arendsee, Stellvertreter der Rechnungsführer Pilgrim, ebenfalls aus Arendsee.

## Amtleute und Pächter
- 1673 Joachim Schönhausen[3]
- 1680 Johann/Hans von Patow, er kaufte in diesem Jahr das Gut Mallenchen in der Niederlausitz[4]
- 1739 Amtsrat Schulze[5]
- 1775 Conrad Joachim Seeland, Beamter[6]
- 1798 Giesecke, Oberamtmann[7]
- 1804 Gieseke, Oberamtmann[8]
- 1818 Bennecke, Amtmann[9]
- 1821 Bennecke, Amtmann[10]
- 1824 Flotho, Amtmann[11]
- 1832 Flotho, Oberamtmann[12]
- 1834 Kühne, Oberamtmann[13]
- 1841 Kühne, Oberamtmann[14]
- 1843 Brandes, Oberamtmann[15]
- 1868 Brandes, Amtsrat[16]
- 1872 Remontedepotverwaltung[17]